# Charlotte Amalie Skeel

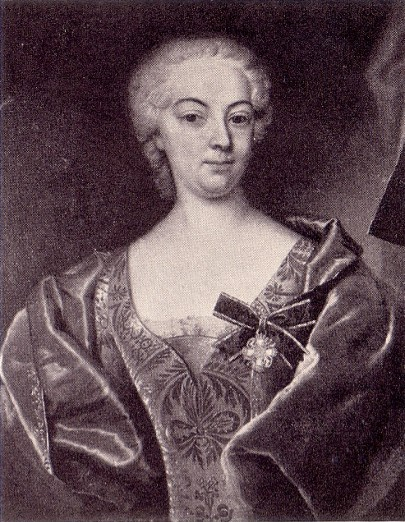
Charlotte Amalie Skeel

Charlotte Amalie Skeel, född 1700, död 1763, var en dansk adelsdam. Hon var föremål för en uppmärksammad skandal. 
Hon var dotter till Christen Skeel (1663-1709) och Charlotte Amalie von Plessen (1683-1760). Skeel blev 1721 gift med Iver Rosenkrantz, och fick med honom fem barn, bland dem Frederik Christian Rosenkrantz. Vid hovet var hon omtalad för sina älskare. År 1734 kom kapten Ahlenfeldt till ett möte i hennes sängkammare, och ertappade henne då med en rival, greve Frederik Conrad Holstein. Ahlenfelt drog då sin värja och sårade Holstein, och en slagsmål utbröt. Skeel lyckades sära på dem med hjälp av sina tjänare och teg om saken, men incidenten kom ändå ut. Ahlenfelt förvisades från hovet. För att undvika att själv förvisas, bad Skeel kungen om ursäkt i ett brev hennes make, som förlåtit henne, fick lämna fram. 
Hon fick 1750 Ordenen de l'Union Parfaite.